# امیلی هینی
امیلی هینی (به انگلیسی: Emile Haynie؛ زادهٔ ۱۳ ژوئیهٔ ۱۹۸۰) تهیه‌کننده موسیقی اهل بافلو، نیویورک، ایالات متحده آمریکا است. زمینهٔ فعالیت وی شامل آلترناتیو راک، هیپ هاپ، ایندی و موسیقی پاپ می‌شود.